# Vakarų ekspresas
Vakarų ekspresas – litewski dziennik regionalny wydawany w Kłajpedzie. Został założony w 1990 roku.